# Sveta Julijana iz Liègea
Sveta Julijana iz Liègea (Retinne, 1192. – Fosses-La-Ville, 5. travnja 1258.), također poznata kao Julijana iz Mont Cornillona, bila je augustijanska redovnica iz Liègea (danas u Belgiji), koja je poznata po tome što je promicala uspostavljanje blagdana Tijelova (Corpus Christi) u Katoličkoj crkvi.

## Životopis
Julijana je rođena u blizini Liègea, u tadašnjem Svetom Rimskom Carstvu, oko 1192. godine. Ostala je siroče u ranoj dobi i odrasla u samostanu Mont Cornillon u Liègeu, gdje je postala redovnica augustinka.

### Vizije i promicanje Tijelova
Julijana je počela imati mistične vizije koje su trajale preko 20 godina. U jednoj od svojih vizija vidjela je pun mjesec sa tamnom mrljom, što joj je ukazanjem Isusa Krista objašnjeno kao znak da Crkvi nedostaje poseban blagdan u čast Euharistije. Dolaskom na položaj poglavarice samostana, Julijana je počela zagovarati uvođenje blagdana Tijelova, čemu se protivila javnost, poglavar te članovi samostana, nakon čega je protjerana prvi puta. Nakon oslobođenja na sudu, ponovno je postala poglavarica. Ostavku je dala 1248. godine, a ostatak svog života provela je u različitim samostanima cistercitkinja te među redovnicama beguinkama.
Njezin trud je urodio plodom kada je biskup Robert de Thourotte iz Liègea 1246. godine službeno uveo blagdan u svojoj biskupiji, što je papa Urban IV. 1264. godine proširio na cijelu crkvu.

### Smrt i kanonizacija
Julijana je umrla 5. travnja 1258. u Fosses-La-Villeu, gdje je bila na skrbi kod cistercitskih redovnica. Njezina predanost Euharistiji i utjecaj na uspostavljanje blagdana Tijelova prepoznati su tek nakon njezine smrti, a godine 1869. papa Pio IX. službeno ju je proglasio sveticom.
Blagdan Tijelova postao je univerzalan za cijelu Katoličku crkvu kada ga je papa Urban IV. koji je bio liègeanski arhiđakon za vrijeme Julijanina života, proglasio 1264. godine bulom Transiturus de hoc mundo.

## Naslijeđe
Sveta Julijana iz Liègea ostala je zapamćena kao mističarka i zagovornica Euharistije. Njezin život i vizije imale su značajan utjecaj na katoličko shvaćanje Presvetog Oltarskog Sakramenta. Njezina svetkovina slavi se 6. travnja.